# Michael Zukernik

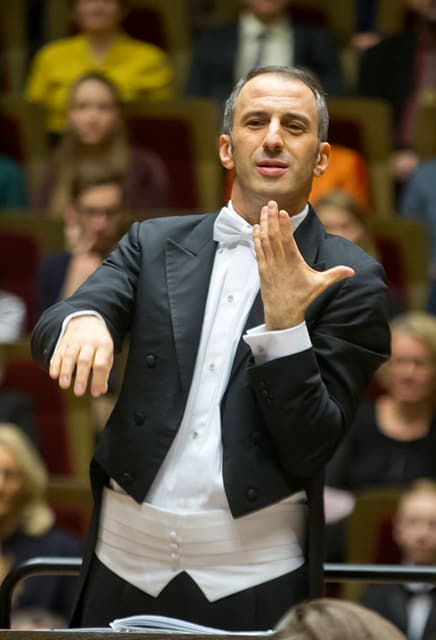
Michael Zukernik während des Auftritts im Leipziger Gewandhaus

Michael Zukernik (* 1970 in Moskau) ist der musikalische Leiter des Philharmonischen Kammerorchesters Berlin und Gründer der Concert Media AG.

## Leben
Zukernik wurde im Jahr 1970 in Moskau geboren. Im Alter von 19 Jahren wurde Michael Zukernik, ausgebildet als klassischer Schlagzeuger, zum jüngsten Mitglied des israelischen Symphonieorchesters Rishon LeZion.
Im Laufe seiner anschließenden Karriere trat er als Solo-Paukist mit Ensembles wie dem spanischen Orquestra Simfònica de Barcelona i Nacional de Catalunya und der Auckland Philharmonia in Neuseeland auf.
Sein erster Dirigierunterricht bei Jorma Panula führte Michael Zukernik nach Finnland, Schweden, Deutschland, Russland und Kroatien. Darüber hinaus nahm er an Meisterklassen Colin Metters, Leif Segerstam, Otto Werner Mueller, Gennady Rozhdestvensky, Vladimir_Ponkin, Gustav Meier, Janosh Fürst, Colin Davis und Pierre Boulez teil.
Sein umfassendes Dirigierstudium absolvierte er an der Universität der Künste Berlin, an der Universität für Musik und darstellende Kunst Wien sowie an der Hochschule für Musik Carl Maria von Weber in Dresden.
Anschließend stand er an zahlreichen Dirigierpulten in Deutschland unter anderem in der Staatskapelle Weimar, im Sinfonieorchester Wuppertal, im Beethoven Orchester Bonn, bei den Nürnberger Symphonikern, dem Göttinger Symphonieorchester und in der Neuen Philharmonie Westfalen, in der Victoria Hall in Genf, in der Berliner Philharmonie im Berliner Dom, in der Beethovenhalle in Bonn und in der Laeiszhalle in Hamburg.
International hatte er Engagements bei der Sinfonica di Roma, dem Staatliches Akademisches Sinfonieorchester Russlands, dem Russischen Nationalorchester, dem Symphonieorchester der staatlichen Akademie St. Petersburg, dem Moskauer Symphonie Orchester, dem Tschechischen Philharmonischen Kammerorchester, dem Manukau City Symphony Orchestra in Neuseeland und dem Macao Orchester in der Volksrepublik China. Zudem war er in der Saison 2011/2012 erster Gastdirigent beim Staatlichen Akademischen Philharmonischen Orchester in Samara, Russland.
Michael Zukernik arbeitete insbesondere mit dem Pianisten Andrei Gavrilov zusammen, wobei er mit ihm beispielsweise im Kodály Centre in Pécs (Ungarn), im Konzerthaus Berlin, in der Tonhalle Zürich und im Kultur- und Kongresszentrum Luzern (KKL) auftrat.
Im Jahr 2002 gründete er das Philharmonische Kammerorchester Berlin. Das Ensemble spielte in Konzerthäusern in Deutschland und der Schweiz, vor allem im Konzerthaus Berlin und im Gewandhaus zu Leipzig. Zukernik führte sein Kammerorchester auf eine Tournee durch Südkorea, wo er über zehn Konzerte dirigierte. Eine Chinatournee folgte. Die Konzerte fanden unter anderem im Opernhaus Shanghai und im Cultural Center Beijing statt. Michael Zukerniks Repertoire umfasst Komposition von Barock bis zur modernen Oper. Er spricht fließend Russisch, Deutsch, Englisch, Französisch, Hebräisch und Spanisch.
Derzeit lebt er mit seiner Frau und seinen zwei Kindern in Zürich.